# Apogon hyalosoma
Apogon hyalosoma es una especie de pez de la familia de los apogónidos en el orden de los perciformes.

## Morfología
Los machos pueden llegar a alcanzar los 17 cm de longitud total.

## Distribución geográfica
Se encuentran en Asia y Oceanía: desde Japón hasta Indonesia y Papúa Nueva Guinea. También Nueva Caledonia y Micronesia.